# Botrydium granulatum
Ботридијум (Botrydium granulatum) је врста жутозелених алги из традиционалног реда Botrydiales. Према најновијим класификацијама, сврстава се у ред Tribonematales.

## Грађа
Ботридијум има сифонални ступањ организације, талус му је изграђен од надземног дела жутозелене боје и крушколиког изгледа, пречника 1—2 mm, и подземних разгранатих и безбојних ризоида. У цитоплазми која је стиснута уз ћелијски зид налази се више једара и хлоропласти. Средишњи део заузима велика вакуола.

## Размножавање
Размножава се искључиво бесполно — зооспорама, ређе апланоспорама. Да би се размножавао неопходна му је вода. Од садржаја надземног дела настаје већи број једноједарних зооспора које излазе кроз пукотину гелификацијом ћелијског зида. Из зооспоре клија нова јединка.

## Станиште и распрострањеност
Расте на влажном, глиновитом или муљевитом земљишту које није обрасло вегетацијом „виших“ биљака, обично у близини бара. Према бази података Algaebase ова врста алги распрострањена је космополитски широм планете, изузев у Јужној Америци.

## Начин живота
За време суше протопласт надземног дела прелази у ризоиде где се издели у велики број вишеједарних спора (ризоцисте). Оне имају дебео зид и способне су да преживе неповољне услове. У периоду киша из ових циста или ће се директно развити јединке или пре њих зооспоре.